# Mónica Cosachov
Mónica Cosachov (Buenos Aires, 7 de septiembre de 1946), es una clavecinista, pianista y compositora argentina.

## Trayectoria
Realizó estudios en composición, piano y clave en el Conservatorio Nacional de Buenos Aires, posteriormente en la Academia Internacional Yehudi Menuhim y en la Academia Chigiana (Italia).
Desarrolló una intensa actividad en la música de cámara. Becaria del Camping Musical Bariloche. Es miembro fundadora y solista de la Camerata Bariloche. En la Fundación Bariloche desarrolló una carrera académica siendo Directora del departamento de Investigación y Docencia.
Su trabajo sobre nuevas perspectivas en la formación de Músicos y científicos dirigidos a la interdisciplina y transdisciplina la llevaron a participar como profesora Invitada a Universidades y Centros de Investigación en el extranjero.
Entre sus alumnos más destacados se encuentran Mario Raskin y Oscar Milani .
Como clavecinista y pianista realiza conciertos junto a Alberto Lysy, Walter Trampler, Jean-Pierre Rampal, Einar Holm, Tomás Tichauer, Andrés Spiller, M. Andrée, Bruno Giurana, Peter Thomas y otros.
Compuso obras como “La Rama Dorada”, “Concierto de Cámaras”, “La Magia de la Navidad” y otras que se estrenaron en Teatros como la Opera de Zúrich, Kennedy Center, Carnegie Hall, Teatro Reina Sofía y Teatro Colón de la Ciudad de Buenos Aires. Su obra “Los 7 Escalones Místicos” y “Los 3 estados del Dragón” se estrenaron en el Festival de Música Sacra en Ljubljana, Polonia y Trieste.
Estudiosa de la obra de Johann Sebastian Bach, dirigió seminarios acerca de las Variaciones Goldberg, La obra para Teclado y música de Cámara siendo premiada por la crítica por su versión completa de El Clave Bien Temperado.
Actualmente es Directora de la Escuela Interdisciplinaria de Música, Centro de formación y Proyectos artístico-sociales, labor por la cual se hizo acreedora al premio Alicia Moreau de Justo, por su labor creativa y de apoyo a jóvenes artistas. Es miembro argentino del Consejo de la Unesco dictando seminarios en Argentina y en varias Universidades del exterior como: Columbia, Praga, Baviera, Suiza y varios países de Latinoamérica. En el año 2002 estrenó el CD Bach De Buenos Aires y, recientemente, su última producción, “Mi Corazón es mi casa”.
En el 2005 ha sido nombrada directora del Fondo Nacional de las Artes.